# Lista över fornlämningar i Gotlands kommun (Hörsne)
Lista över fornlämningar i Gotlands kommun (Hörsne) är en förteckning av ett urval av de fornlämningar som finns i Hörsne i Gotlands kommun.
| Namn                        | Lämningstyp                      | Tillkomsttid | Historisk indelning | Plats | Läge                 | ID-nr          | Bild                                      |
| --------------------------- | -------------------------------- | ------------ | ------------------- | ----- | -------------------- | -------------- | ----------------------------------------- |
| Hörsne 1:1                  | Gravfält                         |              | Hörsne, Gotland     |       | 57.584823, 18.614201 | 10094000010001 | Ladda upp en bild av detta fornminne      |
| Hörsne 2:1                  | Gravfält                         |              | Hörsne, Gotland     |       | 57.585009, 18.606344 | 10094000020001 | Ladda upp en bild av detta fornminne      |
| Hörsne 4:1                  | Husgrund, förhistorisk/medeltida |              | Hörsne, Gotland     |       | 57.570020, 18.614435 | 10094000040001 | Ladda upp en bild av detta fornminne      |
| Hörsne 5:1                  | Husgrund, förhistorisk/medeltida |              | Hörsne, Gotland     |       | 57.568547, 18.617933 | 10094000050001 | Ladda upp en bild av detta fornminne      |
| Hörsne 6:1                  | Hällristning                     |              | Hörsne, Gotland     |       | 57.565277, 18.611641 | 11100000000860 | Ladda upp en bild av detta fornminne      |
| Hörsne 6:2                  | Gravklot                         |              | Hörsne, Gotland     |       | 57.565276, 18.611637 | 10094000060002 | Ladda upp en bild av detta fornminne      |
| Hörsne 7:1                  | Husgrund, förhistorisk/medeltida |              | Hörsne, Gotland     |       | 57.562874, 18.604741 | 11000000001605 | Ladda upp en till bild av detta fornminne |
| Hörsne 7:2                  | Husgrund, förhistorisk/medeltida |              | Hörsne, Gotland     |       | 57.563216, 18.605060 | 11000000001606 | Ladda upp en till bild av detta fornminne |
| Hörsne 7:3                  | Husgrund, förhistorisk/medeltida |              | Hörsne, Gotland     |       | 57.563389, 18.604715 | 11000000001607 | Ladda upp en bild av detta fornminne      |
| Hörsne 7:4                  | Husgrund, förhistorisk/medeltida |              | Hörsne, Gotland     |       | 57.563261, 18.604045 | 11000000001608 | Ladda upp en till bild av detta fornminne |
| Hörsne 7:6                  | Stenkrets                        |              | Hörsne, Gotland     |       | 57.563266, 18.603544 | 10094000070006 | Ladda upp en bild av detta fornminne      |
| Hörsne 8:1                  | Hög                              |              | Hörsne, Gotland     |       | 57.557505, 18.594647 | 10094000080001 | Ladda upp en bild av detta fornminne      |
| Hörsne 9:1                  | Hällristning                     |              | Hörsne, Gotland     |       | 57.559362, 18.609253 | 11100000000981 | Ladda upp en bild av detta fornminne      |
| Hörsne 9:2                  | Hällristning                     |              | Hörsne, Gotland     |       | 57.559363, 18.609256 | 11100000000982 | Ladda upp en bild av detta fornminne      |
| Hörsne 9:3                  | Hällristning                     |              | Hörsne, Gotland     |       | 57.559363, 18.609247 | 11100000000983 | Ladda upp en bild av detta fornminne      |
| Hörsne 9:4                  | Hällristning                     |              | Hörsne, Gotland     |       | 57.559363, 18.609256 | 11100000000984 | Ladda upp en bild av detta fornminne      |
| Hörsne 9:5                  | Hällristning                     |              | Hörsne, Gotland     |       | 57.559358, 18.609256 | 11100000000985 | Ladda upp en bild av detta fornminne      |
| Hörsne 9:6                  | Hällristning                     |              | Hörsne, Gotland     |       | 57.559404, 18.609092 | 11100000000986 | Ladda upp en bild av detta fornminne      |
| Hörsne 11:1                 | Gravfält                         |              | Hörsne, Gotland     |       | 57.549266, 18.594216 | 10094000110001 | Ladda upp en bild av detta fornminne      |
| Hörsne 12:1                 | Hällristning                     |              | Hörsne, Gotland     |       | 57.549004, 18.587555 | 11100000000990 | Ladda upp en bild av detta fornminne      |
| Hörsne 13:1                 | Stensättning                     |              | Hörsne, Gotland     |       | 57.560865, 18.656088 | 10094000130001 | Ladda upp en bild av detta fornminne      |
| Hörsne 13:2                 | Stensättning                     |              | Hörsne, Gotland     |       | 57.560857, 18.656422 | 10094000130002 | Ladda upp en bild av detta fornminne      |
| Hörsne 14:1                 | Gravfält                         |              | Hörsne, Gotland     |       | 57.559870, 18.654958 | 10094000140001 | Ladda upp en bild av detta fornminne      |
| Hörsne 15:1                 | Stensättning                     |              | Hörsne, Gotland     |       | 57.560088, 18.654633 | 10094000150001 | Ladda upp en bild av detta fornminne      |
| Hörsne 16:1                 | Stensättning                     |              | Hörsne, Gotland     |       | 57.558942, 18.654066 | 10094000160001 | Ladda upp en bild av detta fornminne      |
| Hörsne 16:2                 | Stensättning                     |              | Hörsne, Gotland     |       | 57.558800, 18.654154 | 10094000160002 | Ladda upp en bild av detta fornminne      |
| Hörsne 16:3                 | Stensättning                     |              | Hörsne, Gotland     |       | 57.558996, 18.654631 | 10094000160003 | Ladda upp en bild av detta fornminne      |
| Hörsne 16:4                 | Stenkistgrav                     |              | Hörsne, Gotland     |       | 57.559069, 18.654368 | 10094000160004 | Ladda upp en bild av detta fornminne      |
| Hörsne 17:2                 | Stensättning                     |              | Hörsne, Gotland     |       | 57.556881, 18.655173 | 10094000170002 | Ladda upp en bild av detta fornminne      |
| Hörsne 20:1                 | Gravfält                         |              | Hörsne, Gotland     |       | 57.542866, 18.590560 | 10094000200001 | Ladda upp en bild av detta fornminne      |
| Hörsne 21:1                 | Gravfält                         |              | Hörsne, Gotland     |       | 57.539448, 18.592135 | 10094000210001 | Ladda upp en bild av detta fornminne      |
| Hörsne 22:1                 | Gravfält                         |              | Hörsne, Gotland     |       | 57.534166, 18.595263 | 10094000220001 | Ladda upp en bild av detta fornminne      |
| Hörsne 23:1                 | Hög                              |              | Hörsne, Gotland     |       | 57.550288, 18.642835 | 10094000230001 | Ladda upp en bild av detta fornminne      |
| Hörsne 24:1                 | Röse                             |              | Hörsne, Gotland     |       | 57.551053, 18.641708 | 10094000240001 | Ladda upp en bild av detta fornminne      |
| Hörsne 25:1                 | Röse                             |              | Hörsne, Gotland     |       | 57.549456, 18.641076 | 10094000250001 | Ladda upp en bild av detta fornminne      |
| Hörsne 25:2                 | Röse                             |              | Hörsne, Gotland     |       | 57.549617, 18.641491 | 10094000250002 | Ladda upp en bild av detta fornminne      |
| Hörsne 26:1                 | Gravfält                         |              | Hörsne, Gotland     |       | 57.530410, 18.607543 | 10094000260001 | Ladda upp en bild av detta fornminne      |
| Hörsne 27:1                 | Gravfält                         |              | Hörsne, Gotland     |       | 57.530946, 18.597205 | 10094000270001 | Ladda upp en bild av detta fornminne      |
| Hörsne 28:1                 | Stensättning                     |              | Hörsne, Gotland     |       | 57.535536, 18.624307 | 10094000280001 | Ladda upp en bild av detta fornminne      |
| Hörsne 28:2                 | Stensättning                     |              | Hörsne, Gotland     |       | 57.535395, 18.624218 | 10094000280002 | Ladda upp en bild av detta fornminne      |
| Hörsne 29:1                 | Husgrund, förhistorisk/medeltida |              | Hörsne, Gotland     |       | 57.523339, 18.622020 | 10094000290001 | Ladda upp en bild av detta fornminne      |
| Hörsne 30:1                 | Husgrund, förhistorisk/medeltida |              | Hörsne, Gotland     |       | 57.524409, 18.621100 | 10094000300001 | Ladda upp en bild av detta fornminne      |
| Hörsne 31:1                 | Gravfält                         |              | Hörsne, Gotland     |       | 57.537204, 18.629763 | 10094000310001 | Ladda upp en bild av detta fornminne      |
| Hörsne 32:1                 | Stensättning                     |              | Hörsne, Gotland     |       | 57.535668, 18.628499 | 10094000320001 | Ladda upp en bild av detta fornminne      |
| Hörsne 33:1                 | Gravfält                         |              | Hörsne, Gotland     |       | 57.580225, 18.640530 | 10094000330001 | Ladda upp en bild av detta fornminne      |
| Hörsne 34:1                 | Gravfält                         |              | Hörsne, Gotland     |       | 57.584724, 18.632515 | 10094000340001 | Ladda upp en bild av detta fornminne      |
| Hörsne 35:1                 | Stensättning                     |              | Hörsne, Gotland     |       | 57.536641, 18.653488 | 10094000350001 | Ladda upp en bild av detta fornminne      |
| Hörsne 39:1                 | Stensättning                     |              | Hörsne, Gotland     |       | 57.538657, 18.638279 | 10094000390001 | Ladda upp en bild av detta fornminne      |
| Hörsne 40:1                 | Hällristning                     |              | Hörsne, Gotland     |       | 57.544601, 18.624120 | 11100000000991 | Ladda upp en bild av detta fornminne      |
| Hörsne 41:1                 | Stensättning                     |              | Hörsne, Gotland     |       | 57.545300, 18.627015 | 10094000410001 | Ladda upp en bild av detta fornminne      |
| Hörsne 41:2                 | Stensättning                     |              | Hörsne, Gotland     |       | 57.545198, 18.626764 | 10094000410002 | Ladda upp en bild av detta fornminne      |
| Hörsne 41:3                 | Stensättning                     |              | Hörsne, Gotland     |       | 57.545056, 18.627261 | 10094000410003 | Ladda upp en bild av detta fornminne      |
| Hörsne 41:4                 | Stensättning                     |              | Hörsne, Gotland     |       | 57.545183, 18.627917 | 10094000410004 | Ladda upp en bild av detta fornminne      |
| Hörsne 42:1                 | Stensättning                     |              | Hörsne, Gotland     |       | 57.547232, 18.631031 | 10094000420001 | Ladda upp en bild av detta fornminne      |
| Hörsne 43:1                 | Gravfält                         |              | Hörsne, Gotland     |       | 57.548433, 18.633999 | 10094000430001 | Ladda upp en bild av detta fornminne      |
| Hörsne 45:1                 | Hällristning                     |              | Hörsne, Gotland     |       | 57.556153, 18.650606 | 11100000000992 | Ladda upp en bild av detta fornminne      |
| Hörsne 48:1                 | Gravfält                         |              | Hörsne, Gotland     |       | 57.591579, 18.612328 | 10094000480001 | Ladda upp en bild av detta fornminne      |
| Hörsne 51:2                 | Stensättning                     |              | Hörsne, Gotland     |       | 57.590571, 18.626937 | 10094000510002 | Ladda upp en bild av detta fornminne      |
| Hörsne 51:3                 | Stensättning                     |              | Hörsne, Gotland     |       | 57.590590, 18.627221 | 10094000510003 | Ladda upp en bild av detta fornminne      |
| Hörsne 52:1                 | Stensättning                     |              | Hörsne, Gotland     |       | 57.590558, 18.628089 | 10094000520001 | Ladda upp en bild av detta fornminne      |
| Hörsne 53:1                 | Stensättning                     |              | Hörsne, Gotland     |       | 57.591306, 18.627441 | 10094000530001 | Ladda upp en bild av detta fornminne      |
| Hörsne 54:1                 | Stenkrets                        |              | Hörsne, Gotland     |       | 57.591648, 18.630221 | 10094000540001 | Ladda upp en bild av detta fornminne      |
| Hörsne 55:1                 | Husgrund, förhistorisk/medeltida |              | Hörsne, Gotland     |       | 57.593352, 18.626807 | 10094000550001 | Ladda upp en bild av detta fornminne      |
| Hörsne 56:1                 | Stenkrets                        |              | Hörsne, Gotland     |       | 57.593080, 18.629181 | 10094000560001 | Ladda upp en bild av detta fornminne      |
| Hörsne 59:1                 | Stensättning                     |              | Hörsne, Gotland     |       | 57.591499, 18.617467 | 10094000590001 | Ladda upp en bild av detta fornminne      |
| Hörsne 59:2                 | Stenkrets                        |              | Hörsne, Gotland     |       | 57.591478, 18.617338 | 10094000590002 | Ladda upp en bild av detta fornminne      |
| Hörsne 59:3                 | Stensättning                     |              | Hörsne, Gotland     |       | 57.591636, 18.618010 | 10094000590003 | Ladda upp en bild av detta fornminne      |
| Hörsne 60:1                 | Gravfält                         |              | Hörsne, Gotland     |       | 57.595304, 18.606639 | 10094000600001 | Ladda upp en bild av detta fornminne      |
| Hörsne 62:1                 | Bildristning                     |              | Hörsne, Gotland     |       | 57.590433, 18.605467 | 10094000620001 | Ladda upp en bild av detta fornminne      |
| Hörsne 63:1                 | Hällristning                     |              | Hörsne, Gotland     |       | 57.590392, 18.605882 | 11100000000993 | Ladda upp en till bild av detta fornminne |
| Hörsne 64:1                 | Stensättning                     |              | Hörsne, Gotland     |       | 57.595862, 18.607504 | 10094000640001 | Ladda upp en bild av detta fornminne      |
| Hörsne 64:2                 | Stensättning                     |              | Hörsne, Gotland     |       | 57.596010, 18.607754 | 10094000640002 | Ladda upp en bild av detta fornminne      |
| Hörsne 65:1                 | Stensättning                     |              | Hörsne, Gotland     |       | 57.597248, 18.611432 | 10094000650001 | Ladda upp en bild av detta fornminne      |
| Hörsne 65:2                 | Stensättning                     |              | Hörsne, Gotland     |       | 57.597368, 18.611094 | 10094000650002 | Ladda upp en bild av detta fornminne      |
| Hörsne 65:3                 | Stensättning                     |              | Hörsne, Gotland     |       | 57.597474, 18.610779 | 10094000650003 | Ladda upp en bild av detta fornminne      |
| Hörsne 67:1                 | Husgrund, förhistorisk/medeltida |              | Hörsne, Gotland     |       | 57.586966, 18.627318 | 10094000670001 | Ladda upp en bild av detta fornminne      |
| Hörsne 67:2                 | Husgrund, förhistorisk/medeltida |              | Hörsne, Gotland     |       | 57.586655, 18.627185 | 10094000670002 | Ladda upp en bild av detta fornminne      |
| Hörsne 68:1                 | Husgrund, förhistorisk/medeltida |              | Hörsne, Gotland     |       | 57.586040, 18.626605 | 11000000001633 | Ladda upp en bild av detta fornminne      |
| Hörsne 69:2                 | Stensättning                     |              | Hörsne, Gotland     |       | 57.587501, 18.627308 | 10094000690002 | Ladda upp en bild av detta fornminne      |
| Hörsne 70:1                 | Husgrund, förhistorisk/medeltida |              | Hörsne, Gotland     |       | 57.585139, 18.630752 | 10094000700001 | Ladda upp en bild av detta fornminne      |
| Hörsne 70:2                 | Husgrund, förhistorisk/medeltida |              | Hörsne, Gotland     |       | 57.585137, 18.631061 | 10094000700002 | Ladda upp en bild av detta fornminne      |
| Hörsne 70:3                 | Husgrund, förhistorisk/medeltida |              | Hörsne, Gotland     |       | 57.584933, 18.631250 | 10094000700003 | Ladda upp en bild av detta fornminne      |
| Hörsne 70:4                 | Stensättning                     |              | Hörsne, Gotland     |       | 57.585001, 18.630947 | 10094000700004 | Ladda upp en bild av detta fornminne      |
| Hörsne 71:1                 | Hällristning                     |              | Hörsne, Gotland     |       | 57.589382, 18.602868 | 11100000000720 | Ladda upp en bild av detta fornminne      |
| Hörsne 72:1                 | Stensättning                     |              | Hörsne, Gotland     |       | 57.590814, 18.598164 | 10094000720001 | Ladda upp en bild av detta fornminne      |
| Hörsne 76:1                 | Stensättning                     |              | Hörsne, Gotland     |       | 57.589296, 18.609735 | 10094000760001 | Ladda upp en bild av detta fornminne      |
| Bara ödekyrka (Hörsne 77:1) | Kyrka/kapell                     |              | Hörsne, Gotland     |       | 57.584622, 18.611971 | 10094000770001 | Ladda upp en till bild av detta fornminne |
| Hörsne 79:1                 | Stensättning                     |              | Hörsne, Gotland     |       | 57.593761, 18.597396 | 10094000790001 | Ladda upp en bild av detta fornminne      |
| Hörsne 79:2                 | Hällristning                     |              | Hörsne, Gotland     |       | 57.593760, 18.597395 | 10094000790002 | Ladda upp en bild av detta fornminne      |
| Hörsne 82:1                 | Stensättning                     |              | Hörsne, Gotland     |       | 57.584081, 18.613715 | 10094000820001 | Ladda upp en bild av detta fornminne      |
| Hörsne 82:2                 | Stensättning                     |              | Hörsne, Gotland     |       | 57.583915, 18.613609 | 10094000820002 | Ladda upp en bild av detta fornminne      |
| Hörsne 83:1                 | Husgrund, förhistorisk/medeltida |              | Hörsne, Gotland     |       | 57.586193, 18.615505 | 10094000830001 | Ladda upp en bild av detta fornminne      |
| Hörsne 90:1                 | Stensättning                     |              | Hörsne, Gotland     |       | 57.581653, 18.630272 | 10094000900001 | Ladda upp en bild av detta fornminne      |
| Hörsne 91:1                 | Stensättning                     |              | Hörsne, Gotland     |       | 57.580805, 18.628654 | 10094000910001 | Ladda upp en bild av detta fornminne      |
| Hörsne 93:1                 | Gravfält                         |              | Hörsne, Gotland     |       | 57.596398, 18.607950 | 10094000930001 | Ladda upp en bild av detta fornminne      |
| Hörsne 94:1                 | Stensättning                     |              | Hörsne, Gotland     |       | 57.592306, 18.611908 | 10094000940001 | Ladda upp en bild av detta fornminne      |
| Hörsne 94:2                 | Stensättning                     |              | Hörsne, Gotland     |       | 57.592231, 18.611370 | 10094000940002 | Ladda upp en bild av detta fornminne      |
| Hörsne 94:3                 | Stensättning                     |              | Hörsne, Gotland     |       | 57.592021, 18.611330 | 10094000940003 | Ladda upp en bild av detta fornminne      |
| Hörsne 94:4                 | Stensättning                     |              | Hörsne, Gotland     |       | 57.592121, 18.611292 | 10094000940004 | Ladda upp en bild av detta fornminne      |
| Hörsne 97:1                 | Stensättning                     |              | Hörsne, Gotland     |       | 57.574794, 18.610763 | 10094000970001 | Ladda upp en bild av detta fornminne      |
| Hörsne 100:1                | Gravfält                         |              | Hörsne, Gotland     |       | 57.533576, 18.625934 | 10094001000001 | Ladda upp en bild av detta fornminne      |
| Hörsne 102:1                | Stensättning                     |              | Hörsne, Gotland     |       | 57.525646, 18.612990 | 10094001020001 | Ladda upp en bild av detta fornminne      |
| Hörsne 103:1                | Stensättning                     |              | Hörsne, Gotland     |       | 57.534833, 18.601132 | 10094001030001 | Ladda upp en bild av detta fornminne      |
| Hörsne 103:2                | Stensättning                     |              | Hörsne, Gotland     |       | 57.534716, 18.601357 | 10094001030002 | Ladda upp en bild av detta fornminne      |
| Hörsne 103:3                | Stensättning                     |              | Hörsne, Gotland     |       | 57.534648, 18.601104 | 10094001030003 | Ladda upp en bild av detta fornminne      |
| Hörsne 105:1                | Fornborg                         |              | Hörsne, Gotland     |       | 57.585229, 18.606489 | 10094001050001 | Ladda upp en till bild av detta fornminne |
| Hörsne 106:1                | Hällristning                     |              | Hörsne, Gotland     |       | 57.586963, 18.605386 | 11100000000721 | Ladda upp en bild av detta fornminne      |
| Hörsne 111:1                | Stensättning                     |              | Hörsne, Gotland     |       | 57.535947, 18.641124 | 10094001110001 | Ladda upp en bild av detta fornminne      |
| Hörsne 115:1                | Gravfält                         |              | Hörsne, Gotland     |       | 57.585725, 18.632351 | 10094001150001 | Ladda upp en bild av detta fornminne      |
| Hörsne 116:1                | Gravfält                         |              | Hörsne, Gotland     |       | 57.577709, 18.616558 | 10094001160001 | Ladda upp en bild av detta fornminne      |
| Hörsne 119:1                | Hällristning                     |              | Hörsne, Gotland     |       | 57.559545, 18.611290 | 11100000000722 | Ladda upp en bild av detta fornminne      |
| Hörsne 121:1                | Gravfält                         |              | Hörsne, Gotland     |       | 57.548507, 18.674524 | 10094001210001 | Ladda upp en bild av detta fornminne      |
| Hörsne 122:1                | Stensättning                     |              | Hörsne, Gotland     |       | 57.547850, 18.673870 | 10094001220001 | Ladda upp en bild av detta fornminne      |
| Hörsne 122:2                | Stensättning                     |              | Hörsne, Gotland     |       | 57.547732, 18.673851 | 10094001220002 | Ladda upp en bild av detta fornminne      |
| Hörsne 123:1                | Stensättning                     |              | Hörsne, Gotland     |       | 57.556154, 18.655972 | 10094001230001 | Ladda upp en bild av detta fornminne      |
| Hörsne 136:1                | Hällristning                     |              | Hörsne, Gotland     |       | 57.581414, 18.605485 | 11100000000723 | Ladda upp en bild av detta fornminne      |
| Hörsne 147:1                | Stensättning                     |              | Hörsne, Gotland     |       | 57.564322, 18.661078 | 10094001470001 | Ladda upp en bild av detta fornminne      |
| Hörsne 148:1                | Stensättning                     |              | Hörsne, Gotland     |       | 57.565564, 18.660980 | 10094001480001 | Ladda upp en bild av detta fornminne      |
| Hörsne 150:1                | Stenkrets                        |              | Hörsne, Gotland     |       | 57.551090, 18.606749 | 10094001500001 | Ladda upp en bild av detta fornminne      |
| Hörsne 150:2                | Grav markerad av sten/block      |              | Hörsne, Gotland     |       | 57.551090, 18.606749 | 10094001500002 | Ladda upp en bild av detta fornminne      |
| Hörsne 153:1                | Fornborg                         |              | Hörsne, Gotland     |       | 57.559189, 18.609894 | 10094001530001 | Ladda upp en bild av detta fornminne      |
| Hörsne 154:1                | Stensättning                     |              | Hörsne, Gotland     |       | 57.332911, 18.362122 | 10094001540001 | Ladda upp en till bild av detta fornminne |
| Hörsne 157:1                | Stensättning                     |              | Hörsne, Gotland     |       | 57.588137, 18.636891 | 10094001570001 | Ladda upp en bild av detta fornminne      |
| Hörsne 159:1                | Gravfält                         |              | Hörsne, Gotland     |       | 57.530184, 18.600082 | 10094001590001 | Ladda upp en bild av detta fornminne      |
| Hörsne 220                  | Stensättning                     |              | Hörsne, Gotland     |       | 57.566025, 18.662998 | 12000000028533 | Ladda upp en bild av detta fornminne      |
| Hörsne 232                  | Stensättning                     |              | Hörsne, Gotland     |       | 57.540514, 18.591191 | 12000000028545 | Ladda upp en bild av detta fornminne      |
| Hörsne 236                  | Stensättning                     |              | Hörsne, Gotland     |       | 57.566012, 18.662972 | 12000000028549 | Ladda upp en bild av detta fornminne      |